# Tuvalui nyelv
A tuvalui nyelv egy elszigetelt polinéz nyelv, amit Tuvalun beszélnek. Távolabbi rokonságban áll a polinéziai nyelvekkel: a hawaii, a maori, tahiti, szamoai, tongai nyelvvel, és közelebbi kapcsolat mutatható ki az északi és a középső melanézzel. Sok szót vettek át a szamoaiból, mikor a keresztény misszionáriusok megérkeztek a szigetekre. Világszerte körülbelül 13 ezren beszélik a nyelvet.

## Története
A tuvalui nyelv már több mint 2000 éve beszélt nyelv.

## Nyelvtana
A tuvalui nyelv hangkészlete öt magánhangzót (a, e, i, o, u) és 10 vagy 11 mássalhangzót tartalmaz nyelvjárástól függően (p, t, k, m, n, ng, f, v, s, l és nyelvjárásokban h). Minden hangból van rövid és hosszú is. Ezek egymástól eltérnek. A nyelv négy névelőt használ: határozott egyes szám: te, határozatlan egyes szám se vagy he (nyelvjárástól függően), határozott többes szám jelzés nélkül és határozatlan többes szám ne vagy ni (nyelvjárástól függően). Lehet az ige fő-vagy mellékmondati, illetve tárgyas és tárgyatlan. A melléknév a főnevet, a jelző a jelzett szót követi.

## Nyelvjárások
Két nyelvjárása van a nyelvnek: az északi, amit Nanumea, Nanumaga és Ninuato szigetein beszélnek, és a déli, ami Funafuti, Vaitupu, Nukufetau és Nukulaelae szigeteken elterjedt. A két dialektus fonológiailag, morfológiailag és lexikailag is eltér egymástól. A Funafuti-Vaitupo nyelvjárás de facto, ténylegesen az ország hivatalos nyelve, de minden sziget a saját nyelvét használja a közigazgatásban és a sajtóban. A szigetcsoport egy harmadik nyelvjárása, ami külön nyelvként van számon tartva, a Nui szigetén beszélt gilberti nyelv.